# Линник, Анатолий Васильевич (депутат)
Анато́лий Васи́льевич Ли́нник  (1950—1997) — советский тракторист. Депутат Совета Национальностей Верховного Совета СССР 11 созыва (1984—1989).

## Биография
Родился в 1950 году. Окончил Профессиональное училище № 2 в селе Ленинское.
В начале 1970-х был звеньевым в совхозе «Амурский» Октябрьского района Еврейской АО. В 1984 году избран депутатом Верховного Совета СССР от Ленинского избирательного округа. На момент избрания был бригадиром тракторно-полеводческой бригады в том же совхозе.
Умер в 1997 году.

## Награды
- Орден «Знак Почёта» (1972)
- орден Трудового Красного Знамени (1984)